# Boa Vista (Roraima)
Boa Vista, úředně Município de Boa Vista, je brazilské velkoměsto, hlavní město spolkového státu Roraima. Město má přibližně 413 tisíc obyvatel. Leží na jižní straně Guyanské vysočiny na pravém břehu řeky Rio Branco. Sídlí zde římskokatolická diecéze Roraima.